# Чураев, Виктор Михайлович
Ви́ктор Миха́йлович Чура́ев (19 ноября 1904, Белгород, Курская губерния, Российская империя — 26 февраля 1982, Москва, СССР) — советский партийный деятель. Член ЦК КПСС (1961—1971). Депутат Верховного Совета СССР II—VI созывов.

## Биография
Родился 19 ноября 1904 года в Белгороде в семье рабочего. 
С 1929 года член ВКП(б). С 1935 по 1938 год — мастер, начальник цеха, главный механик Харьковского станкоинструментального завода. С 1939 по 1940 года — 1-й секретарь Московского районного комитета КП(б) Украины (Харьков). С 1940 по 1943 год — 2-й секретарь Харьковского городского комитета КП(б) Украины. 
Участник Великой Отечественной войны; с ноября 1941 года — уполномоченный Военного совета Юго-Западного, затем Воронежского фронтов. 
С 1944 по июль 1948 года и с декабря 1948 года по май 1950 года — 1-й секретарь Харьковского областного комитета КП(б) Украины. С 10 июля 1948 по декабрь 1948 года — заведующий Отделом машиностроения ЦК ВКП(б). С 1950 по 1951 год — слушатель курсов переподготовки при ЦК ВКП(б). С 1951 по 1952 год — инспектор ЦК ВКП(б). С 1952 — заведующий подотделом Отдела партийных, профсоюзных и комсомольских органов ЦК ВКП(б). С 1952 по 1954 год — заместитель заведующего Отделом партийных, профсоюзных и комсомольских органов ЦК ВКП(б) — КПСС. С 1954 по 1955 год — 1-й заместитель заведующего Отделом партийных органов ЦК КПСС по РСФСР. С 1955 по октябрь 1959 года — заведующий Отделом партийных органов ЦК КПСС по РСФСР. 
В июне 1957 года помог срыву попытки «антипартийной группы» сместить Н. С. Хрущёва. С 25 февраля 1956 по 17 октября 1961 года — кандидат в члены ЦК КПСС. С 27 февраля 1956 по 1962 год — член Бюро ЦК КПСС по РСФСР, одновременно с февраля по октябрь 1961 года заместитель председателя Бюро ЦК КПСС по РСФСР. С октября 1959 по март 1961 года — заведующий Отделом партийных органов ЦК КПСС по союзным республикам. С 31 октября 1961 по 30 марта 1971 года — член ЦК КПСС. С декабря 1962 по 1965 год — 1-й заместитель председателя Комитета партийно-государственного контроля Бюро ЦК КПСС по РСФСР и СМ РСФСР. С 1965 по февраль 1967 года — 1-й заместитель председателя Комитета народного контроля РСФСР. С февраля 1967 по ноябрь 1981 года — заместитель председателя Комитета народного контроля СССР. С 9 апреля 1971 по 23 февраля 1981 года — член Центральной ревизионной комиссии КПСС. 
С 1981 года на пенсии. Умер 26 февраля 1982 года в Москве. Похоронен рядом с женой М. Е. Чураевой на Кунцевском кладбище.

## Отзывы
Сами слёты запомнились мало и тускло, хотя гром барабанов и хор детских звонких голосов врезались в память. Но особенно меня поразило, как все действия присутствующих зависели от поведения одного толстого, важного человека, занимающего место на сцене в центре президиума: он зааплодировал — все аплодируют, он встанет при упоминании имени «мудрого вождя народов — великого Сталина» — и все встают, и никто не сядет прежде, чем не усядется на своё место этот тучный, насупившийся вельможа — первый секретарь обкома партии Виктор Михайлович Чураев. Это по его фамилии выстроенный к первой годовщине победы в центре города фонтан «Стеклянная струя» в шутку назвали «Бахчичурайским фонтаном». А ещё, учитывая 50-летний юбилей харьковского партийного вельможи и пародируя название популярных в то время мемуаров царского, а потом советского генерала Игнатьева «50 лет в строю», всё тот же фонтан в народе нарекли так: «50 лет в струю»… Но этому фонтану и саду суждено было стать примечательным уголком Харькова, одной из его послевоенных «эмблем».— Феликс Рахлин

## Награды
- 5 орденов Ленина (в т. ч. 28 августа 1944, 23 января 1948, 18 ноября 1964, 18 ноября 1974)
- орден Октябрьской Революции
- орден Отечественной войны II степени (26 августа 1943)
- орден Трудового Красного Знамени (11 января 1957)
- орден Дружбы народов (16 ноября 1979)
- медали

## Семья
- Сестра — Антонина Михайловна Чураева, педагог[9]
- Жена — Мария Евгеньевна Чураева (4 декабря 1896 — 19 августа 1981)[5]
  - Дети[кто?][7]